# Chus Lampreave
Chus Lampreave (ur. 11 grudnia 1930 w Madrycie, zm. 4 kwietnia 2016 w Almerií) – hiszpańska aktorka filmowa i telewizyjna. Zasłynęła z licznych ról drugoplanowych w filmach Pedro Almodóvara.

## Wybrana filmografia
- 1963: Kat
- 1983: Pośród ciemności
- 1984: Czym sobie na to wszystko zasłużyłam?
- 1986: Matador
- 1988: Kobiety na skraju załamania nerwowego
- 1992: Belle époque
- 1995: Kwiat mego sekretu
- 2002: Porozmawiaj z nią
- 2006: Volver